# Fedor von Winckler
Pour les articles homonymes, voir Winckler.
Fedor von Winckler (né le 25 août 1813 à Mogwitz, arrondissement de Grottkau et mort le 15 mars 1895 à Dresde) est un lieutenant général prussien.

## Biographie

### Origine
Fedor est le fils du capitaine prussien Aloysius von Winckler (1778–1830) et de sa seconde épouse Frederike, née baronne von Rottenburg (1788–1863). Son père est chevalier de la croix de fer de 2e classe et seigneur de Mogwitz. Le 23 octobre 1823, la famille Winckler est élevée au rang de noblesse héréditaire prussienne.

### Carrière militaire
Winckler étudie aux lycées de Glatz et de Neisse. Après avoir obtenu son diplôme, il rejoint comme mousquetaire le 1er décembre 1830 le 23e régiment d'infanterie de l'armée prussienne et promu au grade de sous-lieutenant à la mi-mars 1833. À partir d'octobre 1837, il enseigne l'histoire pendant un an à l'école divisionnaire de la 12e division d'infanterie à Neisse. Du 13 mai 1843 au 1er juin 1859, il est adjudant du 1er bataillon du 23e régiment de Landwehr. Winckler est promu capitaine à la fin du mois de juin 1852, est affecté comme compagnon du prince Charles-Antoine de Hohenzollern-Sigmaringen et voyage avec lui à travers les États italiens du 1er septembre 1852 au 30 avril 1853. Le 14 juin 1859, il est promu major et le 1er juillet 1859, il est nommé commandant du 3e bataillon du 22e régiment de Landwehr à Ratibor. Le 8 mai 1860, il est nommé chef de bataillon du 22e régiment d'infanterie combinée, qui devient le 1er juillet 1860 le 62e régiment d'infanterie. Winckler reçoit le commandement du bataillon de fusiliers et est stationné à la frontière polonaise du 1er août 1863 au 3 août 1864. Durant cette période, il est promu lieutenant-colonel le 25 juillet 1864 et décoré le 29 avril 1865 de l'Ordre de Saint-Stanislas de 2e classe.
Pendant la guerre austro-prussienne, Winckler est dans le corps des généraux Stolberg et von Knobelsdorff . Le 30 octobre 1866, il est nommé commandant du nouveau 84e régiment d'infanterie (de) à Flensbourg et est promu colonel le 31 décembre 1866 avec un brevet daté du 30 octobre 1866. Dans la guerre contre la France, il conduit son régiment dans les batailles de Colombey, Vionville, Gravelotte et Noisseville ainsi que lors du siège de Metz. Le 20 septembre 1870, Winckler est nommé chef de la 1re brigade de la division grand-ducale de Hesse. Après la bataille d'Orléans, il est responsable du commandement de toutes les troupes sur la rive gauche de la Loire.
Récompensé des deux classes de la croix de fer, Winckler est transféré aux officiers de l'armée après la conclusion de la paix le 20 juin 1871, tout en conservant son commandement, et est promu au grade de major-général le 18 août 1871. Avec la convention militaire entre le Grand-duché de Hesse et la Prusse, il est nommé le 1er janvier 1872 commandant de la 49e division d'infanterie. Il est ensuite nommé commandant de Königsberg le 12 octobre 1872. Récompensé de l'ordre de l'Aigle rouge de 2e classe avec feuilles de chêne, il est mis à la retraite avec pension le 16 octobre 1873. Après sa retraite, Winckler est promu lieutenant général le 12 décembre 1876 et meurt le 15 mars 1895 à Dresde, où il est également enterré.

### Famille
Le 18 mai 1846, Winckler se marie avec Marie baronne von Rheinbaben (1817–1909), sœur du général de cavalerie Albert von Rheinbaben, à Treppeln. Le couple a plusieurs enfants :
- Egmont (1847–1913), major prussien et ambassadeur au Mexique, marié :
  - en 1873 avec Agnès von Bülow (1841–1884), divorcée von Ruville
  - en 1897 avec Elisabeth von Ascheberg (de) (née en 1854), veuve de Heinrich von Reitzenstein (1838–1894), colonel bavarois[6]
- Arnold (1856–1937), général d'infanterie prussien marié avec Wanda von Walcke-Schuldt (de) (1869–1945), fille d'Oskar Ferdinand von Walcke-Schuldt (de)